# Rozsdásmellű sólyom
A rozsdásmellű sólyom (Falco deiroleucus) a madarak osztályának sólyomalakúak (Falconiformes) rendjéhez, azon belül  a sólyomfélék (Falconidae) családjához tartozó faj.

## Rendszerezése
A fajt Coenraad Jacob Temminck holland arisztokrata és zoológus írta le 1825-ben.

## Előfordulása
Mexikó, Trinidad és Tobago, valamint Costa Rica, Honduras, Nicaragua, Guatemala, Panama, Argentína, Bolívia, Brazília, Kolumbia, Ecuador, Guyana, Paraguay, Peru, Suriname és Venezuela területén honos.
Természetes élőhelyei a szubtrópusi és trópusi síkvidéki esőerdők, száraz erdők és cserjések. Állandó, nem vonuló faj.

## Megjelenése
Testhossza 40 centiméter, testtömege 330–654 gramm.
|  |

## Életmódja
Madarakkal, főleg galambokkal, papagájokkal és fecskékkel táplálkozik, de megeszi a denevéreket és nagyobb rovarokat is.

## Szaporodása
Fészekalja 2-4 tojásból áll, melyen 30 napig kotlik, a fióka kirepülési ideje, még körülbelül 40 nap.

## Természetvédelmi helyzete
Az elterjedési területe rendkívül nagy, de gyorsan csökken, egyedszáma szintén csökken. A Természetvédelmi Világszövetség Vörös listáján mérsékelten fenyegetett fajként szerepel.